# Eger- und Röslautal
Eger- und Röslautal este o arie protejată (arie specială de conservare — SAC, sit de importanță comunitară — SCI) din Germania întinsă pe o suprafață de 922,2 ha, integral pe uscat.

## Localizare
Centrul sitului Eger- und Röslautal este situat la coordonatele 50°07′21″N 12°09′24″E / 50.1225°N 12.1567°E.

## Înființare
Situl Eger- und Röslautal a fost declarat sit de importanță comunitară în noiembrie 2004 pentru a proteja 21 de specii de animale. Situl a fost protejat și ca arie specială de conservare în aprilie 2016.

## Biodiversitate
Situată în ecoregiunea continentală, aria protejată conține 12 habitate naturale: Lacuri eutrofice naturale cu vegetație de tip Magnopotamion sau Hydrocharition, Cursuri de apă de la nivel de câmpie la nivel montan, cu vegetație Ranunculion fluitantis și Callitricho-Batrachion, Formațiuni ierboase bogate în specii de Nardus, dezvoltate pe substraturi silicioase în zone montane (și în zone submontane, în Europa continentală), Liziere de ierburi înalte hidrofile de câmpie și de nivel montan până la alpin, Fânețe de joasă altitudine (Alopecurus pratensis, Sanguisorba officinalis), Fânețe montane, Mlaștini turboase de tranziție și turbării mișcătoare, Pante stâncoase silicioase cu vegetație casmofită, Roci stâncoase cu vegetație pionieră de Sedo-Scleranthion sau Sedo albi-Veronicion dillenii, Păduri de fag Luzulo-Fagetum, Păduri pe pante, grohotișuri și ravene de Tilio-Acerion, Păduri aluvionare cu Alnus glutinosa și Fraxinus excelsior (Alno-Padion, Alnion incanae, Salicion albae).
La baza desemnării sitului se află mai multe specii protejate:
- păsări (10): minunița (Aegolius funereus), pescăruș albastru (Alcedo atthis), barză albă (Ciconia ciconia ciconia), barză neagră (Ciconia nigra), cristeiul de câmp (Crex crex), ciocănitoare neagră (Dryocopus martius), ciuvică (Glaucidium passerinum), sfrâncioc roșiatic (Lanius collurio), gaia roșie (Milvus milvus), ciocănitoare verzuie (Picus canus)
- amfibieni (1): triton cu creastă (Triturus cristatus)
- mamifere (3): liliac cârn (Barbastella barbastellus), castor (Castor fiber), vidră de râu (Lutra lutra)
- nevertebrate (5): fluturele auriu (Euphydryas aurinia), libelule (Leucorrhinia pectoralis), Margaritifera margaritifera, Ophiogomphus cecilia, Unio crassus
- pești (2): cicar (Lampetra planeri), boarță (Rhodeus amarus)

Pe lângă speciile protejate, pe teritoriul sitului au mai fost identificate 2 specii de nevertebrate, 2 specii de reptile.